# Carcharhinus fitzroyensis
A Carcharhinus fitzroyensis a porcos halak (Chondrichthyes) osztályának kékcápaalakúak (Carcharhiniformes) rendjébe, ezen belül a kékcápafélék (Carcharhinidae) családjába tartozó faj.

## Előfordulása
A Carcharhinus fitzroyensis előfordulási területe az Indiai- és a Csendes-óceánok déli határain, azaz Ausztrália északi partjai mentén van. Nyugat-Ausztráliától egészen Queenslandig lelhető fel. Az Arafura-tengerben is észrevették.

## Megjelenése
Ennél a cápafaj legfeljebb 135 centiméter hosszú. Körülbelül 89-100 centiméteresen már felnőttnek számít. Háti része amíg él bronzszínű, miután elpusztult szürkésbarnára változik; hasi része világosabb Az úszóinak végein nincsenek foltozások, sem az oldalain fehér sávozások.

## Életmódja
Szubtrópusi szirticápa, amely főleg a sósvízben él, de a brakkvízbe is beúszik. 40 méternél mélyebbre nemigen úszik le. A kontinentális selfterületek és árapálytérségek lakója. Főleg csontos halakkal táplálkozik, de ezek mellett rákokat is fogyaszt.

## Szaporodása
A Carcharhinus fitzroyensis elevenszülő. A nőstény testében fejlődő peték szikzacskója kiürül mire az embriók egy adott méretet érnek el, ezután pedig a szikzacskó méhlepényszerűen az anya szöveteihez kapcsolódik. Egy alomban körülbelül 1-7 kölyökcápa is lehet. Ezek február és május között jönnek világra. Születésekkor a kis cápa körülbelül 50 centiméter hosszú. Belső megtermékenyítéssel szaporodik, párosodáskor a felnőttek egymáshoz simulnak.

## Felhasználása
Ezt a szirticápát csak kisebb mértékben halásszák. Emberi fogyasztásra alkalmas. Az úszóit az cápauszonyleveshez használják fel.